# Чоленештій-дін-Вале
Чоленештій-дін-Вале (рум. Ciolăneștii din Vale) — село у повіті Телеорман в Румунії. Входить до складу комуни Чоленешть.
Село розташоване на відстані 80 км на захід від Бухареста, 40 км на північний захід від Александрії, 102 км на схід від Крайови.

## Населення
За даними перепису населення 2002 року у селі проживали 788 осіб, усі — румуни. Усі жителі села рідною мовою назвали румунську.